# Рождественский пост

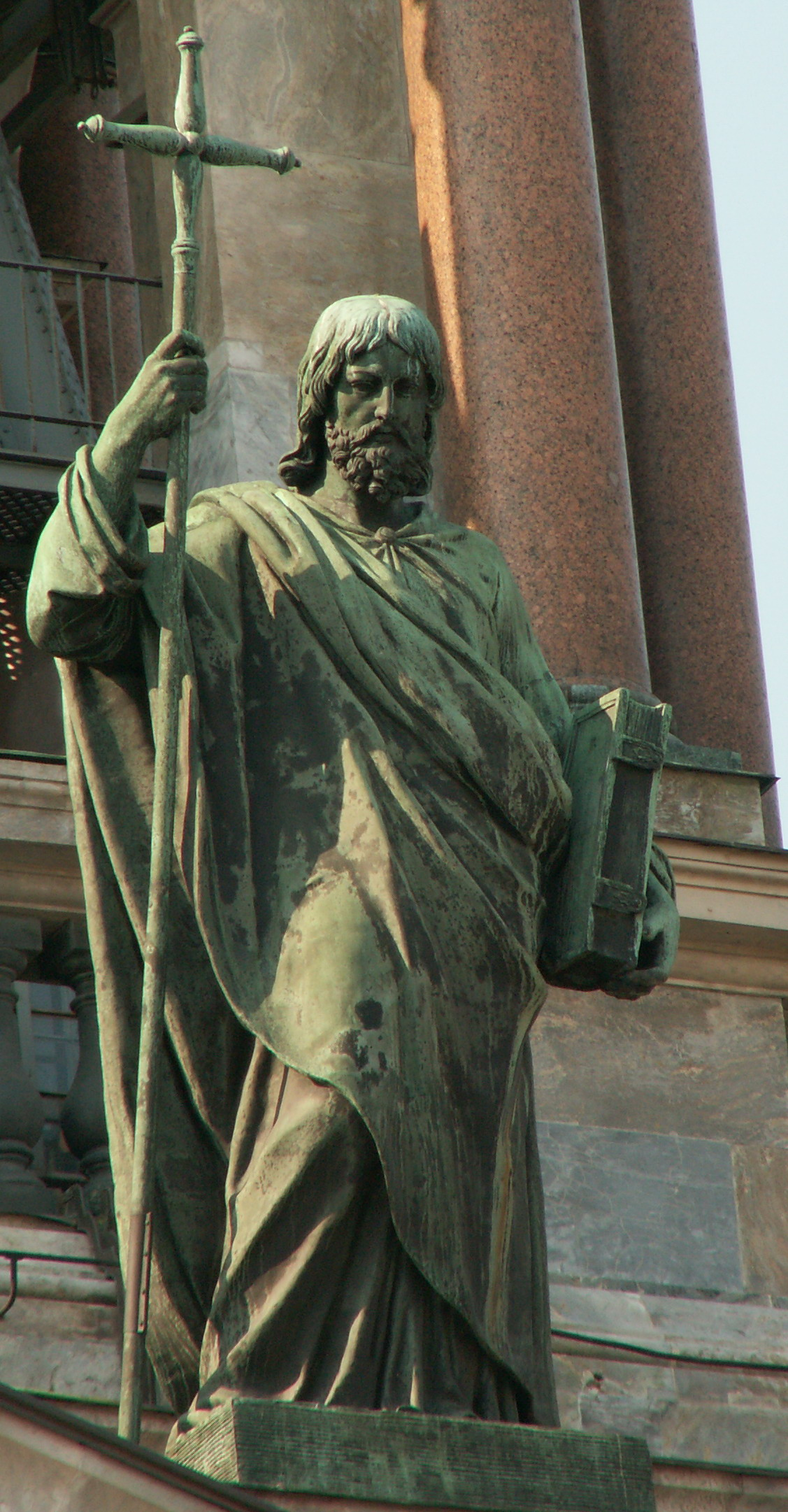
Статуя апостола Филиппа на Исаакиевском соборе в Санкт-Петербурге

Рожде́ственский пост (Фили́ппов пост, в просторечии Фили́пповки) — пост, установленный в честь Рождества Христова в восточной христианской традиции. Соблюдается с 15 (28) ноября по 24 декабря (6 января). Во многом аналогичен предрождественскому периоду Адвента на Западе.
По словам святителя Иоанна Златоуста, «ошибается тот, кто считает, что пост лишь в воздержании от пищи. Истинный пост есть удаление от зла, обуздание языка, отложение гнева, укрощение похотей, прекращение клеветы, лжи и клятвопреступления».
Древнерусское народное название рождественского поста — Корочун. Новгородская первая летопись содержит древнейшее письменное упоминание календарного праздника Корочуна: «Въ лѣто 6651. Стояше вся осенина дъждева, от Госпожина дни до Корочюна, тепло, дъжгь; и бы вода велика вельми въ Волхове и всюде, сено и дръва разнесе; озеро морози въ нощь, и растьрза вѣтръ, и вънесе въ Волхово, и поломи мостъ, 4 городнѣ отинудь безнатбе занесе. Въ то же лѣто оженися Святопълкъ Новгородѣ, приведе жену из Моравы, межи 13 Рожествомь и Крещениемь». По предположению Карамзина, такое название происходит из-за коротких дней в этом посту.

## История
Установление Рождественского поста относится ко времени раннего христианства. В исторических источниках он упоминается с IV века. Первоначально Рождественский пост длился семь дней, после чего реформой 1166 года по решению патриарха Константинопольской православной церкви Луки Хрисоверга при императоре Мануиле он стал сорокадневным.
Армянская апостольская церковь (ААЦ), после Четвёртого Вселенского собора не состоящая в общении с Восточным православием, до сих пор сохраняет эту древнюю традицию и держит пост в течение семи дней. ААЦ, относящаяся к группе Древневосточных православных церквей, одновременно отмечает праздники Рождества Христова и Богоявления. Рождественский пост в ААЦ, как и в первые века христианства, продолжается в течение семи дней. Начинается пост 30 декабря, заканчивается 5 января вечером в сочельник, когда в церквях закончится рождественская литургия и начнут разносить и передавать благую весть Рождества, а люди — приветствовать друг друга словами «Христос родился и явился! Благословенно явление Христово!»

## В православных церквях
В православных церквях византийской традиции Рождественский пост является одним из четырёх многодневных постов церковного года и служит 40-дневным приготовлением к празднованию Рождества Христова.
Соблюдается с 15 (28) ноября по 24 декабря (6 января) включительно и завершается праздником Рождества Христова. Заговенье (канун поста) — 14 (27) ноября — приходится на день памяти святого апостола Филиппа, поэтому пост называют также Филипповым. Если заговенье выпадает на однодневные посты, среду или пятницу, то оно перемещается на 13 (26) ноября.

### Предписания о трапезе
По правилам воздержания Рождественский пост близок к Петрову посту. Согласно церковному уставу, во все дни поста исключаются мясные, молочные продукты и яйца. Кроме того, предписывается:
от начала поста и по 6 декабря (19 декабря) включительно:
- по понедельникам, средам и пятницам — сухоядение;
- по вторникам, четвергам — горячая пища с растительным маслом;
- по субботам и воскресеньям — горячая растительная пища с растительным маслом, рыба, вино[8];
- 21 ноября (4 декабря), в праздник Введения во Храм Пресвятой Богородицы — горячая растительная пища с растительным маслом, рыба, вино;

с 20 декабря (2 января) по 23 декабря (5 января) включительно (период предпразднства Рождества Христова):
- по понедельникам, средам и пятницам — сухоядение;
- по вторникам и четвергам, по субботам и воскресеньям — горячая пища с растительным маслом;
- 24 декабря (6 января), в Рождественский сочельник — горячая пища с растительным маслом (по Уставу); кроме того, по обычаю едят сочиво (коливо) — сладкую кашу из пшеничной, рисовой или другой крупы, обычно только после вечерни[9].

В те дни, когда разрешается вино, подразумевается его умеренное употребление.
Так же, как и другие посты, Рождественский пост строго соблюдается старообрядцами.

### Богослужение
На пост приходится память многих ветхозаветных пророков: Авдия, Наума, Аввакума, Софонии, Аггея и Даниила. В дни памяти пророков, а также в ряд иных дней (все дни: 19, 26 и 29 ноября и 1, 2, 3, 7, 8, 11, 14, 16, 18 и 19 декабря) Устав предписывает петь «Аллилуйя или тропарь», что означает: если в указанные дни не будет праздника, предпразднства или попразднства, а также если такой день не случится в субботу или Неделю (воскресенье), то на утрене вместо «Бог Господь» поётся «Аллилуиа» и «все возследование с поклоны на молитве Ефрема Сирина, якоже и в великую четыредесятницу». Такой же порядок службы предусмотрен Уставом на первый день поста — 15 ноября, если он не приходится на субботу или Неделю.
В современной приходской практике Русской православной церкви исполнение данного указания Устава оставляется на усмотрение настоятеля и обычно в указанные дни богослужение отправляется по вседневному, а не великопостному чину.